# Дрест II
Дрест II — король пиктов, правивший в VI веке.

## Биография
Согласно «Хронике пиктов», Дрест II правил тридцать лет в VI веке между Нектоном I и Галаном. Он имел эпитет Gurthinmoch, точное значение которого неизвестно, но первая часть может означать валлийское gwrdd, что переводится как «великий».